# Yanghe (socken i Kina, Sichuan, lat 29,22, long 103,40)
Yanghe (kinesiska: 杨河乡, 杨河) är en socken i Kina. Den ligger i provinsen Sichuan, i den sydvästra delen av landet, omkring 170 kilometer söder om provinshuvudstaden Chengdu. Antalet invånare är 3 488. Befolkningen består av 1 702 kvinnor och 1 786 män. Barn under 15 år utgör 30 %, vuxna 15-64 år 63 %, och äldre över 65 år 6,0 %.
Genomsnittlig årsnederbörd är 1 487 millimeter. Den regnigaste månaden är juli, med i genomsnitt 349 mm nederbörd, och den torraste är december, med 12 mm nederbörd.